# Ranunculus thora
Ranunculus thora (лат.) — вид многолетних травянистых растений из семейства Лютиковые. Распространён в горах Европы. Внесен в Красную книгу Украины, имеет природоохранный статус «редкий».

## Описание
Криптофит. Корневища короткие, без ветвления. Надземные побеги одиночные, ежегодно возобновляемые до 30 см высотой. Стеблевых листьев 2 или 3, сидячие, кожистые, почти округлые, голые. Цветки верхушечные, одиночные, 1,5-2,5 см в диаметре, с жёлтым околоцветником. Плоды — мелкие орешки, с крапчатыми ямками на поверхности, голые. Цветет в начале лета, плодоносит в середине — конце летнего периода. Размножается семенами.
Растение ядовито. Может использоваться как декоративное.

## Распространение
Является реликтовым видом. Дизъюнктивное распространение в Альпах, Карпатах, Пиренеях и на Балканах. В Украине встречается практически на всех горных массивах. В горах численность около 600 экземпляров, у озёр — 7-15 экземпляров на квадратный метр. Однако большинство популяций занимают малые участки около 0.1 гектара. Обычно прорастает на слабозадернованых участках и в ущелье скал на карбонатных породах на высоте 1650—2000 м, преимущественно в субальпийском и альпийском поясах. Под влиянием антропогенной деятельности численность уменьшается, из-за отсутствия вегетативного размножения.